# Sweeting Cay
Sweeting Cay – miasto na Bahamach, na wyspie Wielka Bahama. Według danych szacunkowych na rok 2008 liczy 490 mieszkańców. Ośrodek turystyczny. Siedemnaste co do wielkości miasto kraju.